# 焼津信用金庫

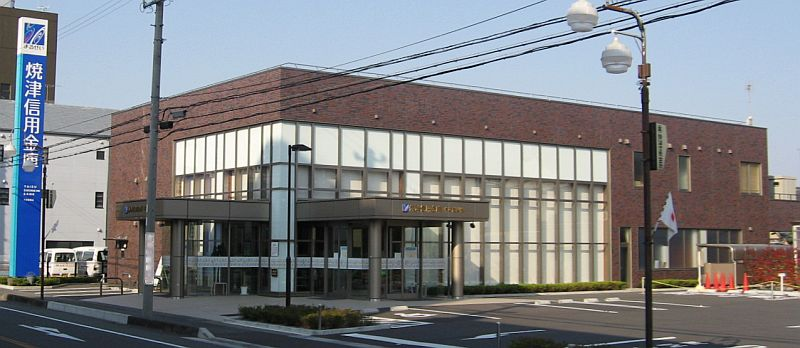
本店営業部

焼津信用金庫（やいづしんようきんこ、英語：Yaizu Shinkin Bank）は、かつて静岡県焼津市に本店を置いていた信用金庫である。

## 概要
1908年6月に焼津信用金庫の前身である（生）焼津生産組合が設立（カッコは正式には○）され、屋号が「まるせい」となる。このため、現在でも焼津市、藤枝市では「まるせい」と呼ばれるのが主流である。なお、屋号のある金融機関は日本では焼津信用金庫だけといわれている。
2017年9月1日、静岡信用金庫と2019年2月を目処に対等合併すると発表した。合併後の新信金の本店は、静岡信金本店に置き、会長には焼津信金の牧田和夫理事長が、理事長には静岡信金の田形和幸理事長が就くことも合わせて発表した。新信金の名称や合計70店の店舗の見直し等は、設置する合併協議会で検討するとしている。
合併後、焼津信用金庫の本部はしずおか焼津信用金庫の焼津本部に、本店は同まるせい営業部とされた。

## 沿革
- 1908年6月 - 焼津生産組合として設立。
- 1913年12月 - 有限責任焼津信用購買生産組合に改組する。
- 1922年3月 - 有限責任焼津信用販売購買利用組合に改組する。
- 1933年4月 - 保証責任焼津信用販売購買利用組合に改組する。
- 1943年8月 - 焼津信用組合に改組する。
- 1950年2月 - 中小企業等協同組合法に基づく信用組合に改組する。
- 1951年10月 - 信用金庫法に基づき、焼津信用金庫となる。
- 2007年5月 - 新本部社屋にて業務を開始。
- 2009年1月 - 新本店営業部にて業務を開始。
- 2019年7月16日 - 静岡信用金庫に吸収合併され解散。静岡信用金庫は、新商号「しずおか焼津信用金庫」[3]に改称。